# مارتینا گریمالدی
مارتینا گریمالدی (انگلیسی: Martina Grimaldi؛ زادهٔ ۲۸ سپتامبر ۱۹۸۸) ورزشکار ورزش شنا اهل ایتالیا است.
وی در مسابقات کشوری و بین‌المللی در مجموع برندهٔ ۶ مدال طلا، ۱ مدال نقره، ۳ مدال برنز شده‌است.